# لنی والیر
لنی والیر (انگلیسی: Lenny Vallier؛ زادهٔ ۲۴ آوریل ۱۹۹۹) بازیکن فوتبال اهل فرانسه است که در پست مدافع بازی می‌کند.
او هم‌اکنون در باشگاه فوتبال گنگام بازی می‌کند.
وی همچنین در تیم‌های ملی فوتبال زیر ۱۶ سال فرانسه، زیر ۱۷ سال فرانسه، زیر ۱۸ سال فرانسه، و زیر ۱۹ سال فرانسه بازی کرده‌است.